# Raffaele Maiello (regista)
Raffaele Maiello (Firenze, 9 aprile 1934 – Roma, 19 aprile 2013) è stato un regista, sceneggiatore e giornalista italiano.

## Biografia
Per dieci anni assistente di Giorgio Strehler al Piccolo Teatro di Milano, esordì alla regia nel 1964 con l'Enrico IV di William Shakespeare. Diresse inoltre, tra gli altri, Unterlinden di Roberto Roversi, Marat/Sade di Peter Weiss, L'isola purpurea di Michail Bulgakov, Nella giungla delle città di Bertolt Brecht.
Ha curato anche la regia del film Non si scrive sui muri a Milano (1975) e dello sceneggiato Vita di Antonio Gramsci (1981).
Come giornalista ha collaborato con vari quotidiani e ha firmato servizi per diverse rubriche Rai.